# Протекторат ООН
Список протекторатів під прямим управлінням ООН:
- Тимчасова виконавча влада ООН (UNTEA), Західна Нова Гвінея, 1962-1963
- Перехідна адміністрації ООН в Камбоджі (UNTAC), 1992-1993
- Тимчасова адміністрація Організації Об'єднаних Націй для Східної Славонії, Барані та Західного Срема (UNTAES), 1996-1998
- Тимчасова адміністрація ООН в Косово (UNMIK), 1999 -
- Тимчасова адміністрація ООН в Східному Тиморі (UNTAET), 1999-2002 роки